# Torero (canción)
«Torero» es una canción de pop latino con influencias de la música española y el dance pop escrita y producida por Fabio Alonso Salgado y coescrita por Marcello Azevedo e interpretada por el cantante puertorriqueño-estadounidense Chayanne. Fue lanzado como el segundo sencillo de su tercer álbum recopilatorio Grandes éxitos. La canción se convirtió en un éxito en España, Argentina, Costa Rica, México, Puerto Rico, Colombia, Perú, Ecuador, Panamá, República Dominicana, Guatemala, El Salvador, Honduras, Nicaragua, Chile, Paraguay, Bolivia, Uruguay, Cuba y Venezuela donde alcanzó el número uno.

## Videoclip
El video musical fue dirigido por Pablo Croce y producido por María Inés Vélez. Fue filmado el 27 de febrero de 2002 en Buenos Aires, Argentina, más precisamente en la Avenida 9 de Julio al inicio del videoclip, y en el cruce de las calles Arenales y Talcahuano en la zona denominada Barrio Norte.
El video fue nominado al Grammy Latino por «Mejor Video Musical Versión Corto» perdiendo ante Frijolero de Molotov.

## Listas
| Lista (2002)                 | Posición máxima |
| ---------------------------- | --------------- |
| Spanish Singles Chart        | 1               |
| Sweden Singles Chart         | 9               |
| US Billboard Latin Pop Songs | 36              |

## Polemica
Recientemente, el 29 de abril de 2025, y a través de un comunicado de prensa, la Organización no gubernamental denominada como Personas por el Trato Ético de los Animales, le pidió expresamente a él cambiar la letra de dicha canción, ya que podría interpretarse como una exaltación de la tauromaquia, y todo eso es en defensa de los toros, además, Esto ocurre a pocos días de que prosiga la gira musical denominada como Bailemos Otra Vez Tour, que comenzó el 21 de agosto de 2024 en la ciudad de San José, seguirá en Bilbao el próximo Viernes 16 de mayo del año en curso, y está programada a finalizar el 25 de octubre de 2025 en Guadalajara.
Además, dicho sea de paso, Mimi Bekhechi, vicepresidenta de PETA Europa, indicó que Glorificar a hombres que atormentan y matan animales por entretenimiento, simplemente no está en sintonía con los valores modernos.
Como una nueva alternativa, dicha Organización no gubernamental le propuso renombrar la canción como Bombero, argumentando a que ellos representan valores mucho más humanos como el coraje, la empatía y el sacrificio. ya que según esas personas, un artista con tu influencia tiene el poder de impactar positivamente en la cultura, expresaron, y añadiendo que un cambio así, enviaría un poderoso mensaje de compasión hacia los animales.